# Teoria curricular
La teoria curricular és una disciplina acadèmica que s'encarrega d'examinar i donar-li forma als continguts del currículum acadèmic. És a dir, és la matèria que s'encarrega de decidir què han d'estudiar els alumnes dins d'un sistema educatiu concret.
El concepte de teoria curricular s'explica com la disciplina que s'encarrega d'examinar i formar els continguts del currículum acadèmic. És a dir, és la matèria responsable de decidir el pla de treball que han de seguir el alumnes segons el sistema educatiu.
Una teoria és un estudi sobre un objecte, que significa fer-se'n una idea, descobrir-lo i explicar-ho, fent una representació de la realitat o d'un sector de la mateixa. La teoria del currículum és el producte de la investigació i anàlisi d'un objecte anomenat currículum, amb la qual cosa s'aconsegueix arribar a certes conclusions verbalitzades que permeten explicar-ho i en certa manera, recrear-lo.
Actualment es considera que el currículum implica una lluita per la selecció de continguts que responen a un model educatiu i polític, transcendint la qüestió tècnica.
Per iniciar l'estudi d'aquesta teoria s'ha d'entendre el concepte del currículum. Alguns autors com Hilda Taba, sostenen que el currículum ha de tenir una organització de continguts i objectius específics, a més de normes i un programa d'avaluació de resultats.
La Teoria Curricular es pot estudiar des de diferents disciplines com la psicologia, la sociologia, la filosofia i l'educació.

## Història
Els primers estudis sobre el currículum es remunten a 1920 als Estats Units, quan es va intentar racionalitzar el currículum en un Procés de massificació de l'educació degut el progrés de la industrialització i les grans onades immigratòries.
Franklin Bobbit en l'obra "The currículum" en 1918, immersa en el corrent funcionalista, considera dues accepcions de currículum: com experiències dirigides a l'assoliment d'habilitats conscients o no, i l'altra com experiències premeditades per a aquest fi, en una escola el fi era servir i reflectir el model industrial. El currículum per Bobbit apareix com una descripció d'objectius a assolir, mitjançant Procediments a mesura. El currículum ha de donar respostes als fins, als èxits d'experiències, a les maneres d'assolir aquests fins i les maneres de comprovar-ho.
 John Dewey (1859-1952) representa la pedagogia progressista nord-americana de la primera meitat del segle xx, on l'educador apareix com a guia de l'aprenentatge de l'alumne, i el currículum com afavoridor de les necessitats dels nens per sobre les necessitats socials, desenvolupant un currículum d'alt contingut pràctic.
El 1949 es torna a la concepció funcionalista del currículum, amb continguts establerts per experts.
Al 1967 Robert Gagné, defineix el currículum com una seqüència de complexitat creixent, on les Noves Capacitat, Compte amb Altres Anteriorment adquirides.
La Dra. En Filosofia i Ciències de l'Educació Alicia de Alba Express 1991 que el currículum sintetitza diversos elements culturals, entre ells, coneixements, creences i valors, on es concreten a través de la negociació o la imposicions, les idees i interessos de diversos sectors, per conformar una proposta educativa, que és també una proposta política.

## Autors
Flanklin Bobbit, era un educador nord-americà, professor universitari i escriptor. Un representant dels pensadors amb eficàcia mental, es va especialitzar en el camp del currículum, que pensava que son totes les experiències que es comprometen en desenvolupar habilitats en el individu. Una descripció d'objectius a assolir, mitjançant Procediments a mesura. El currículum ha de donar respostes als fins, als èxits d'experiències, a les maneres d'assolir aquests fins i les maneres de comprovar-ho.
 Ralph Tyler, era un educador nord-americà que treballava en el camp de l'avaluació, que creu que son totes les experiències que han après en l'escola per arribar als objectius educatius.
Hilda Taba, És coneguda al món sencer com una destacada pedagoga nord-americana, especialista en currículums i programes d'estudis que figura entre els millors pedagogs del segle XX i la seva tasca acadèmica va culminar amb la publicació de la monografia sobre la teoria i la pràctica de l'elaboració de currículums i programes d'estudis, Curriculum Development (1962). Taba defineix els elements del currículum que sostenen que el currículum ha de tenir una organització de continguts i objectius específics, a més de normes i un programa d'avaluació de resultats.
Robert Gagné, era un psicòleg educatiu nord-americà més conegut per les seves condicions d'aprenentatge. Va ser pioner en la ciència de la instrucció durant la Segona Guerra Mundial quan va treballar amb els pilots d'entrenament de Army Air Corps. Que veu una seqüència de continguts juntats de tal forma que l'aprenentatge de cada unitat pot ser realitzat com una activitat simple.
 Lawrence Stenhouse, era un pensador educatiu britànic que buscava promoure un paper actiu dels professors en la investigació educativa i el desenvolupament del currículum. Va ser membre fundador del Centre de Recerca Aplicada en Educació (CARE) de la University of East Anglia. Ho veu com un projecte individual, global, integral i flexible que mostra una alta susceptibilitat per ser introduït en la pràctica concreta institucional.
Jose Arnaz, diu que és un conjunt de conceptes, proposicions y normes, estructurat de forma anticipada a accions que es volen organitzar.
Alicia De Alba, parla de la síntesi d'elements culturals que conformen una proposta político-educativa pensada i impulsada per diversos grups i sectors socials.

## Tipus d'enfocament curricular
Un enfocament curricular és un esquema teòric que sustenta la forma en què es visualitzen els diferents elements del currículum i com es conceben les seves interaccions d'acord amb l'èmfasi que es posi en alguns d'aquests elements.
Existeixen diferents tipus, psicologista, dialèctic, tecnològic, academista i intel·lectualista, i socioreconstruccionista.

### Psicologista
Es centra en els enfocaments psicopedagogs de l'individu. Té com a objectiu plantejar en termes d'habilitats, destreses, actituds etc. Es consideren els interessos i necessitats de l'alumne. Se centra en l'individu. Interessen els processos de la persona, les seves necessitats i problemes. És actiu, dinàmic i participatiu. És facilitador i guia, investiga interessos i necessitats de l'alumne. El contingut és un mitjà per al desenvolupament de l'alumne. El seu èmfasi està en els valors, les actituds i les destreses. Estimula les estratègies metodològiques actives que propiciïn el respecte del ritme d'aprenentatge i les característiques i interessos dels alumnes. Es dona prioritat a l'avaluació d'habilitats, destreses que garanteixin el desenvolupament integral de l'alumne. S'emfatitza l'avaluació formativa.

### Dialèctic
Emfatitza en el caràcter d'acció socialment productiva de l'educació. S'orienten al desenvolupament Assumeix un paper del pensament crític-reflexiu que permeti al alumne en procés de reflexió-acció aconseguir incorporar-se en el procés de transformació social. El alumne assumeix un paper preponderant en aquest enfocament com subjecte de procés de procés d'acció-reflexió. L'educant és actiu i participatiu amb l'alumne dins de la pràctica socioeducativa. L'avaluació es concep reflexiu, com un constant i participatiu en què es propicia l'avaluació formativa, l'auto i la mútua avaluació. El docent participa com a subjecte d'element interactuant amb l'alumne en el procés de reflexió-acció. Es caracteritza pel seu paper crític i actiu dins de la pràctica socioeducativa.

### Tecnològic
Pretén assolir la major racionalitat en el procés de transmissió dels continguts educacionals. Com a objectiu es plantegen en termes de conductes observables que inclouen habilitats, destreses i coneixements. El educant processa informació; aprèn a partir dels estímuls externs que se li presenti. L'educador és conductor, preocupat de la tecnologia com a mitjà per transmetre continguts. En quant al contingut es valora com a element essencial del currículum i per això s'utilitzen els mitjans i recursos tecnològics que garanteixin una eficaç transmissió. Es dona èmfasi als continguts de la cultura sistematitzada. S'emfatitza en el mesurament dels continguts, habilitats i destreses assolits. Així prioritza l'avaluació sumativa. Els recursos; aquest element té en aquest enfocament una lloc de prioritat, ja que els recursos es valoren a si mateix com propiciadors d'aprenentatge.

### Academista i Intel·lectualista
Es centra en la valoració del contingut cultural sistematitzat i el procés de transmissió d'aquest contingut. S'orienten al desenvolupament del potencial intel·lectual de l'alumne, emfatitzen assoliment de coneixements. El planejament es sustenta a les àrees del saber. El docent assumeix un paper directiu; se'l considera amo i transmissor de coneixements. L'alumne té menys importància, s'emfatitza en contingut. Es percep com a receptor d'informació, és passiu, aprèn escoltant i llegint. S'avalua prioritàriament l'adquisició del coneixement provinent de la cultura sistematitzada, s'emfatitza en el procés de mesurament i avaluació sumativa. I al contingut es dona primacia a les teories, informacions, dades, etc. Provinent de la cultura sistematitzada.

### Socioreconstruccionista
Vol transformar l'educació en un procés de socialització o culturització de la persona. Tendeixen a aconseguir que els alumnes coneguin la seva pròpia realitat i adquireixin aprenentatge amb suport en l'anàlisi de la problemàtica comunal es va fonamentalment a l'aportació del context sociocultural. El educant és crític, creador, compromès i dinàmic. Participa en la selecció d'objectius, continguts, experiències i recursos. El docent un guia actiu, crític i facilitador del desenvolupament de l'esperit crític en el alumne. El contingut és un element essencial que ha d'incorporar les aportacions de la cultura sistematitzada i els de la quotidiana. La metodologia són les que se sustenten en processos de socialització; treball grupal, autogestió, anàlisi de problemes, recerca, etc. En la avaluació s'estimula l'avaluació formativa, l'auto i mútua avaluació.

## Models de planificació curricular
És la representació gràfica i conceptual del procés de planificació del currículum. S'hi incorporen els elements, organitzats d'acord amb la forma en què interactuen segons l'enfocament que assumeixi.

### Models sistemàtics
Aquí el currículum és un subsistema de sistemes englobants. Aquest model es desenvolupa en un sistema social. Aquest sistema social fa que el currículum s'emmarqui en el microsistema sociohistòric.

### Model lineal
Estableix una relació lineal de reacció en cadena d'element del currículum. Aquests models es caracteritzen per establir una relació lineal de reaccions en cadena d'element del currículum. Així per exemple, s'hi poden plantejar els objectius com a elements dels quals es deriven una sèrie de continguts que condicionen determinades estratègies metodològiques.

### Model integrador
El plantejament dels elements del currículum són en forma de cicles. En aquest model els elements del currículum es conceben com un procés permanent d'interacció. El plantejament dels elements del currículum són en forma de cicles. Exemples de cicles: els objectius condicionen el contingut, i les metodològiques condicionen els recursos.